# Bielinek

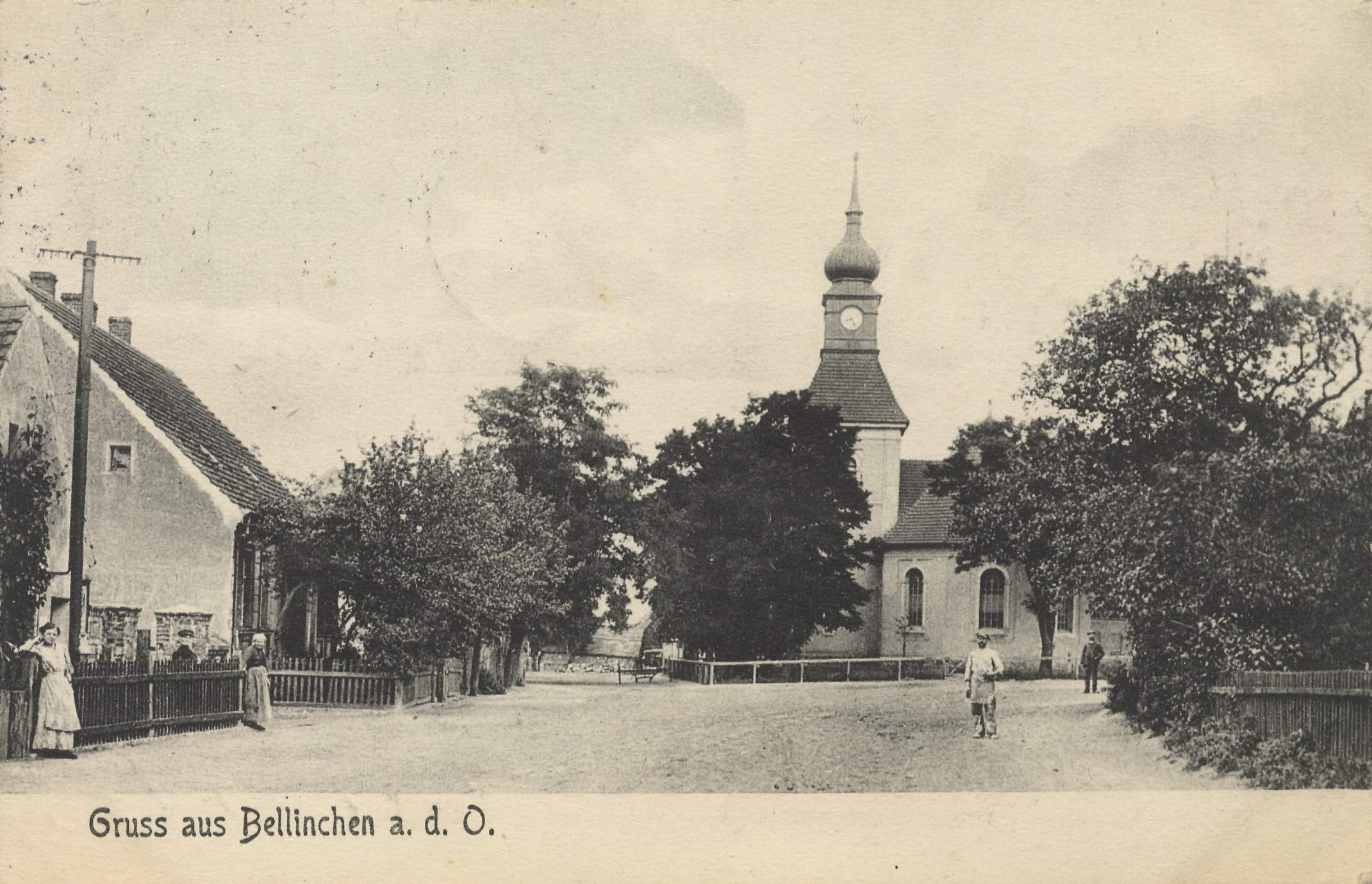
Bellinchen a. d. Oder, Ostbrandenburg, 1915, G. Stern, Berlin.

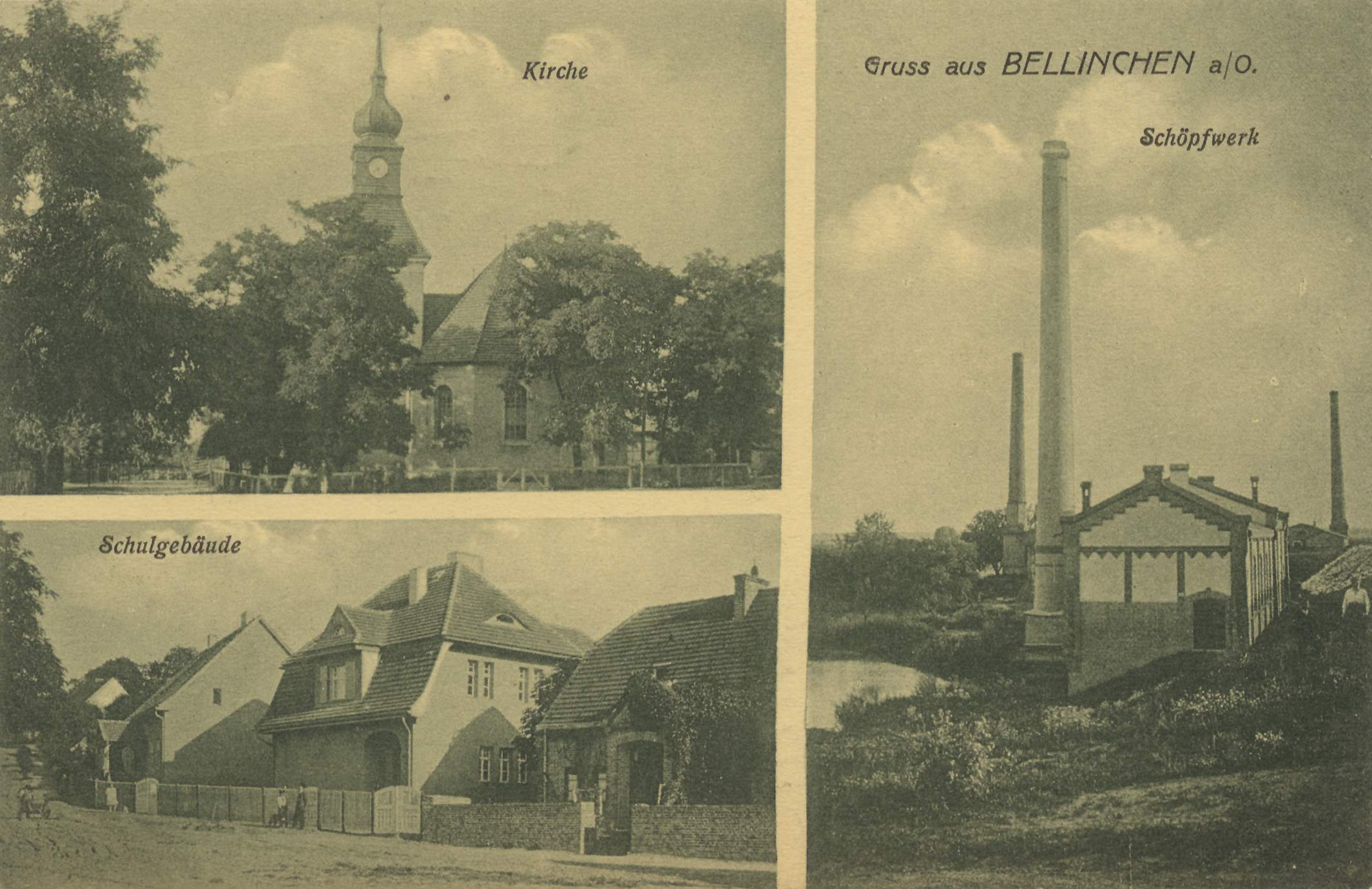
Bellinchen a. d. Oder, Kirche, Schöpfwerk, Schulgebäude, ca. 1900, E. Rammin, Zehden a. Oder.

Bielinek (deutsch Bellinchen a. d. O.) ist ein Dorf in der Stadt-Land-Gemeinde Gmina Cedynia (deutsch: Zehden) im Powiat Gryfiński (deutsch: Kreis Greifenhagen) der Woiwodschaft Westpommern im Nordwesten Polens.

## Geografie
Bielinek liegt direkt an der Oder, ungefähr 8 Kilometer nordwestlich von Cedynia (deutsch: Zehden), 41 Kilometer südwestlich von Gryfino und  60 Kilometer südwestlich der Hauptstadt der Woiwodschaft Westpommern Stettin. In der Nähe des Dorfes befindet sich das Naturschutzgebiet „Bellinchen“ (Rezerwat przyrody Bielinek) mit Steppenvegetation (wärmeliebende Vegetation) und Eichenwäldern mit Flaumeichen.

## Geschichte
Im Jahre 1337 wird Bellinchen erstmals als Pellekin im Neumärkischen Landbuch unter dem Eintrag Terra Konigesberghe (Königsberger Land) erwähnt.

Im Neumärkischen Landbuch des Markgrafen von Brandenburg Ludwig I. von 1337 wird ausgeführt:
„Pellekin non habet agros.“ Pellekin (Bellinchen) besitzt keine Äcker.
Da keine Äcker vorhanden waren, wohnten nur Fischer im Ort. Im Jahr 1718 sind 11 Fischer mit je 1¼ Hofstellen (Hufen) und ein Hirte mit 1 Hufe ansässig. Verzeichnet sind die Familien Röthke, Mittelstädt, Dehne, Berlin, Ziemen, Redecke und Brüning. Das Dorf ist im Besitz der in Hohen Lübbichow ansässigen Familie von der Marwitz. Neben der Fischerei wird erfolgreich Handel mit Fischen betrieben.  Es besteht 1722 im Dorf eine Ziegelei.
Bis zur Separation und Aufhebung der Erbuntertänigkeit gehörte Bellinchen zu Hohen Lübbichow. Nach der Trockenlegung und Besiedlung des Oderbruchs ab 1747 vergrößerte sich die Ackerfläche durch Zukauf von Lunower Ländereien östlich der Oder.
Die alte Holzfachwerk-Kirche wurde 1909 durch einen Neubau ersetzt. Diese Kirche war Filialkirche von Hohen Lübbichow.
Industrie- und Gewerbeunternehmen wurden gegründet, wie die Märkischen Kies- und Sandwerke, sechs Dampfschiffbesitzer und fünf Schleppschiffbesitzer. Da sich die Oderschiffer im Dorf versorgten entstanden zwei Fleischer, zwei Bäcker und mehrerer Lebensmittelgeschäfte. Am 17. Mai 1939 hatte das Dorf mit dem Schöpfwerk 700 Einwohner. Die letzten deutschen Bürgermeister waren J. Armier und Franz Meier.
Anfang 1945 war das Dorf von der Weichsel-Oder-Operation der sowjetischen Truppen betroffen. Da das Dorf nicht im Angriffschwerpunkt lag, wurde es erst am 10. und 12. Februar 1945 durch die Rote Armee kampflos besetzt. Die zugefrorene Oder ermöglichte es etwa 90 % der deutschen Einwohner das Dorf über den zugefrorenen Fluss in Richtung Lunow auf der Westseite verlassen zu können.
In den Jahren 1975–1998 gehörte die Stadt administrativ zur Woiwodschaft Stettin.
Die Märkischen Kies- und Sandwerke sind heute die Firma „Kopalnia Bielinek“. Diese arbeitet mit Saugbaggern. Das Werk verkauft Sand und Kies der Fraktionen 2–8, 8–16 und 16–32. Der Sand aus Bielinek wird wegen seiner feinen Körnung geschätzt. Ein erheblicher Teil des Kies- und Sandwerkes wurde bereits für Freizeitaktivitäten rekultiviert.